# 泗県
泗県（し-けん）は中華人民共和国安徽省宿州市に位置する県。

## 行政区画
- 街道:運河街道、虹城街道、泗水街道
- 鎮:泗城鎮、墩集鎮、丁湖鎮、草溝鎮、長溝鎮、黄圩鎮、大荘鎮、山頭鎮、劉圩鎮、黒塔鎮、草廟鎮、屏山鎮、大楊鎮、大路口鎮、瓦坊鎮